# Harutaeographa castanea
Harutaeographa castanea är en fjärilsart som beskrevs av Yoshimoto 1993. Harutaeographa castanea ingår i släktet Harutaeographa och familjen nattflyn. Inga underarter finns listade i Catalogue of Life.